# Vitali Klitschko

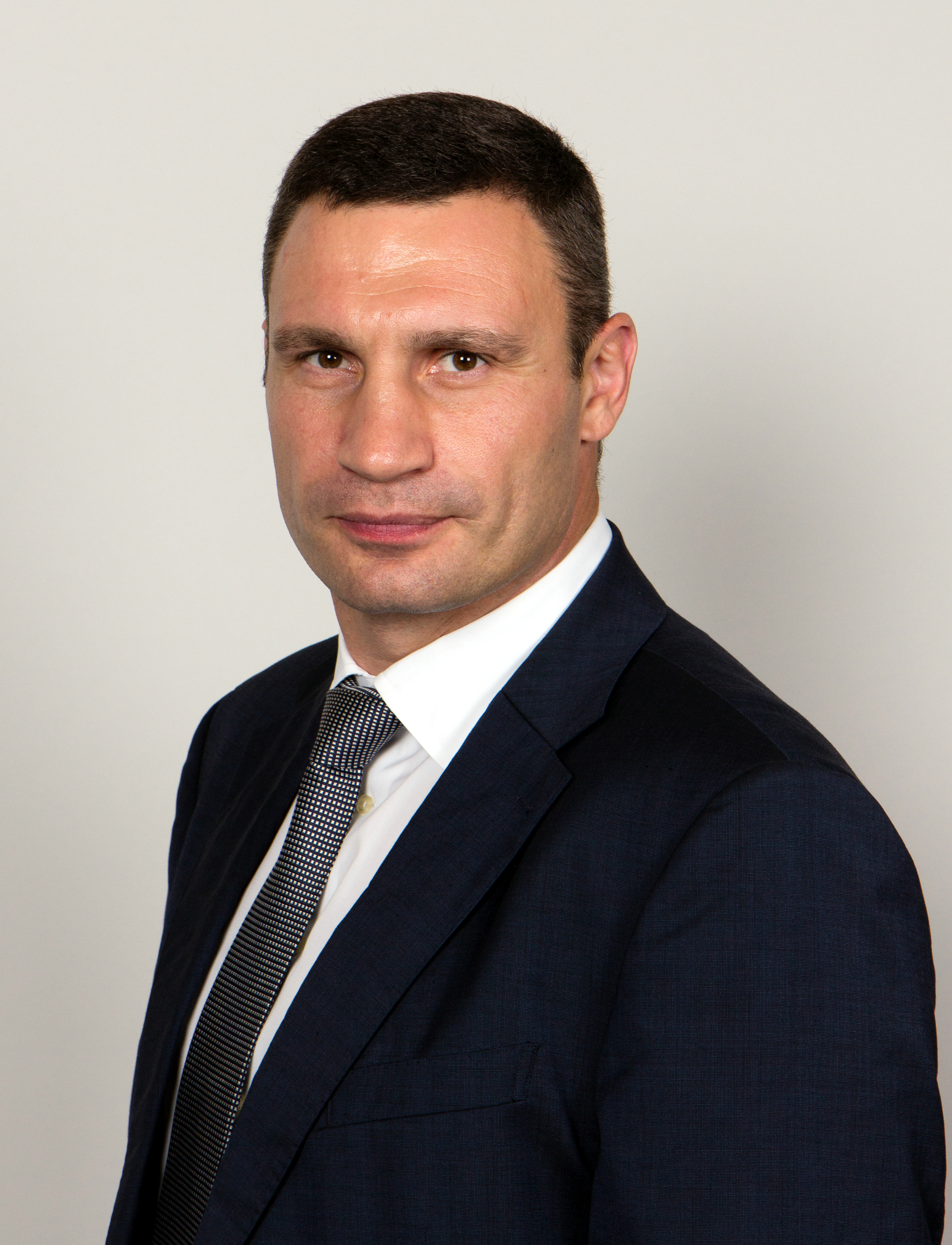
Vitali Klitschko (2014)

Vitali Wladimirowitsch Klitschko (russisch Вита́лий Влади́мирович Кличко́, deutsche Transkription des Vornamens eigentlich Witali; ukrainisch Віталій Володи́мирович Кличко́ ‚Witalij Wolodymyrowytsch Klytschko‘; * 19. Juli 1971 in Belowodsk, Kirgisische SSR, Sowjetunion) ist ein ukrainischer Politiker, Sportwissenschaftler und ehemaliger Profiboxer.
Klitschko ist Champion im Ruhestand (Champion Emeritus) des WBC im Schwergewicht sowie ehemaliger Weltmeister nach Version der WBO. Insgesamt gingen 87 % seiner Gegner k. o. Dies ist eine der höchsten K.-o.-Quoten in der Geschichte des Profiboxens.
Seit seinem Rückzug vom Profiboxen ist Klitschko in der Ukraine politisch tätig. Er ist Gründer der Partei UDAR und wurde am 25. Mai 2014 zum Bürgermeister von Kiew gewählt. Bei der Parlamentswahl 2014 zog er außerdem über den Listenplatz 1 des Block Petro Poroschenko, mit dem seine Partei ein Wahlbündnis bildete, als Abgeordneter in die Werchowna Rada (das nationale Parlament der Ukraine) ein. Von 2015 bis 2019 war er zudem Vorsitzender des Block Petro Poroschenko, in der seine UDAR nach dem Wahlbündnis aufging.
Sein jüngerer Bruder Wladimir Klitschko ist ebenfalls ehemaliger Profiboxer und war Weltmeister im Schwergewicht.

## Leben
Vitali Klitschko wurde als Sohn des Offiziers der sowjetischen und später der ukrainischen Luftstreitkräfte Wladimir Rodionowitsch Klitschko (* 24. April 1947; † 13. Juli 2011 in Kiew) und der ukrainischen Grundschullehrerin Nadeschda Uljanowna Klitschko in Belowodsk (Kirgisische SSR) geboren. Der Vater stieg in den Ukrainischen Streitkräften bis zum Generalmajor auf und war zuletzt Militärattaché der ukrainischen Botschaft in Deutschland und bei der NATO. Seine Muttersprache ist Russisch. Der Großvater väterlicherseits, Rodion Klitschko (1910–?), war Mitarbeiter des Volkskommissariats für innere Angelegenheiten (NKWD). Die Großmutter väterlicherseits, Tamara Jefimowna, geborene Etkinson, war Dorfschullehrerin und Holocaustüberlebende. Ihre Eltern, ein Bruder und ihr ältester Sohn wurden ermordet. Sie selbst wurde von ihrem Ehemann bis zur Befreiung versteckt.
Von 1980 bis 1985 war Klitschkos Vater auf dem tschechoslowakischen Truppenübungsplatz Ralsko stationiert; die Familie lebte in Hradčany, Vitali und später auch sein Bruder Wladimir besuchten die Gagarin-Schule in Letná. Klitschko schloss ein Sportlehrerstudium an der Pädagogischen Universität „Hryhorij Skoworoda“ in Perejaslaw-Chmelnyzkyj mit Auszeichnung ab. Im Jahr 2000 erfolgte seine Promotion in Sportwissenschaft an der Nationalen Taras-Schewtschenko-Universität Kiew. Das Thema seiner Dissertation war „Sportbegabung und Talentförderung“.
Im April 1996 heiratete Klitschko das damalige Model Natalia Yegorova. Mit ihr hat er zwei Söhne (* 2000, * 2005) und eine Tochter (* 2002). Unmittelbar nach dem russischen Überfall auf die Ukraine im Februar 2022 siedelte Natalia Klitschko mit den Kindern nach Hamburg über. Im August 2022 gab das Paar die Trennung bekannt.
Am 10. Januar 2024 berichtete die Kronen Zeitung, dass Vitali Klitschko im gut situierten Stadtteil Hamburg-Othmarschen eine Luxusvilla im Wert von knapp 5,5 Mio. Euro auf einem 750-m²-Grundstück übernahm. Er erhielt die Immobilie als nicht-monetäre Schuldentilgung und gab sie an seine Ex-Frau weiter im Austausch mit einem Haus in der Ukraine und einem Geländewagen. In Kiew war ein Gesetz zur Offenlegung des Melderegisters in Bezug auf Besitzverhältnisse in Kraft getreten, sodass die Ukraine Prawda diese Immobilienbesitzänderungen recherchieren konnte. In ukrainischen sozialen Medien wird Unmut über den Reichtum von Klitschko geäußert.

## Boxen

### 1985 bis 1992: Kickboxen
Erste Erfahrungen im Boxen machte Vitali Klitschko im Alter von vierzehn Jahren auf einem sowjetischen Militärstützpunkt in Hradčany, Tschechoslowakei, wo die Familie Klitschko seit der Versetzung des Vaters lebte. Dort war eine Boxsektion eingerichtet worden, um den Kindern der Soldaten eine Freizeitbeschäftigung zu bieten. 1985 zog die Familie nach Kiew. Während Klitschko den Boxsport auch weiterhin ausübte, galt seine Aufmerksamkeit nun verstärkt dem Kickboxen, das er unter Andrei Schistow zu trainieren begann. Innerhalb der nächsten drei Jahre gewann er erst die Stadtmeisterschaft, dann die Republikmeisterschaft der Ukraine und anschließend die Spartakiade. Er wurde in die sowjetische Junioren-Nationalmannschaft der Kickboxer aufgenommen. Diese reiste im Frühjahr 1989 auf Einladung nach West Palm Beach, USA, zum Wettkampf gegen die US-amerikanische Jugendnationalmannschaft. Der 17-jährige Klitschko verlor dort seinen Kampf.
Der Antritt des Armeedienstes erzwang vorübergehend eine Unterbrechung seiner sportlichen Karriere. Im ZSKA nahm Klitschko bei Wladimir Solotarew das Training wieder auf. Klitschko betrieb schwerpunktmäßig Kickboxen und parallel dazu Boxen. Als Armeesportler gewann er 1991 die Kickbox-Weltmeisterschaft in Paris. Insgesamt beläuft sich die Zahl seiner Weltmeisterschaftstitel im Kickboxen auf sechs; zwei bei den Amateuren, vier bei den Profis. Während seiner Kickboxkarriere erlitt er den einzigen K. o. seiner sportlichen Laufbahn: Bei den Kickbox-Europameisterschaften 1992 in Warna, Bulgarien, traf er im Finale auf den Briten Pele Reid und ging nach einem Tritt ans Kinn in der zweiten Runde zu Boden. Da es bei dieser Leichtkontaktvariante des Kickboxens kein Anzählen gibt, wurde der Kampf vom Ringrichter sofort abgebrochen.

### 1992 bis 1996: Amateurboxen
Als Amateur war Klitschko auch im Boxen erfolgreich, er siegte in 195 Kämpfen (80 Siege vorzeitig) bei nur 15 Niederlagen. Unter anderem gewann er drei ukrainische Meisterschaften. Mit Punktsiegen über Willi Fischer, René Monse und einem kampflosen Erfolg über Georgi Kandelaki siegte er beim 23. Chemiepokal in Halle. Außerdem gewann er die Militärweltmeisterschaft 1995 in Rom, dabei schlug er im Finale den Russen Alexei Lesin nach Punkten. Bei der Amateurweltmeisterschaft 1995 in Berlin schlug er Attila Levin vorzeitig sowie Monse erneut nach Punkten und belegte den zweiten Platz, da er im Finale Lesin unterlag.

#### Doping
Da ihm in einer Dopingprobe die Einnahme des Steroids Nandrolon nachgewiesen wurde, blieb ihm aufgrund der folgenden einjährigen Sperre die Teilnahme an den Olympischen Spielen 1996 in Atlanta versagt. Sein Bruder wurde für ihn nachnominiert und errang die Goldmedaille. Wegen des Dopingvergehens konnte er auch nicht wie vorgesehen in der 1. Bundesliga für den BC Sparta Flensburg antreten und wurde auch dort in der Saison 1995/1996 durch seinen Bruder ersetzt.

### Profiboxer 1996–2013
Nach den Olympischen Spielen wechselten die Klitschko-Brüder gemeinsam in das Profilager und schlossen einen Vertrag mit dem deutschen Boxstall Universum Box-Promotion. Sein Debüt im Profiboxen entschied Vitali Klitschko am 16. November 1996 für sich, als er in der Sporthalle Wandsbek in Hamburg Tony Bradham in der zweiten Runde K. o. schlug.

#### 1998: Europameister im Schwergewicht
Sein erster bedeutender Titelgewinn gelang ihm am 24. Oktober 1998 in seinem 22. Profikampf, als er Mario Schießer im Kampf um die Europameisterschaft vorzeitig besiegte.

#### 1999: erster Weltmeistertitel der WBO
Nach einer Serie von 24 K.-o.-Siegen in Folge gewann Klitschko am 26. Juni 1999 gegen Herbie Hide den Weltmeistertitel der WBO durch K. o. in der zweiten Runde. Jedoch gehörte die WBO damals noch nicht zu den bedeutenden Verbänden. Klitschko wurde damit der erste Schwergewichtsweltmeister aus der ehemaligen Sowjetunion sowie der erste, der promoviert hatte. Den WBO-Gürtel verteidigte er in zwei Kämpfen erfolgreich.

#### 2000: WBO-Niederlage gegen Chris Byrd

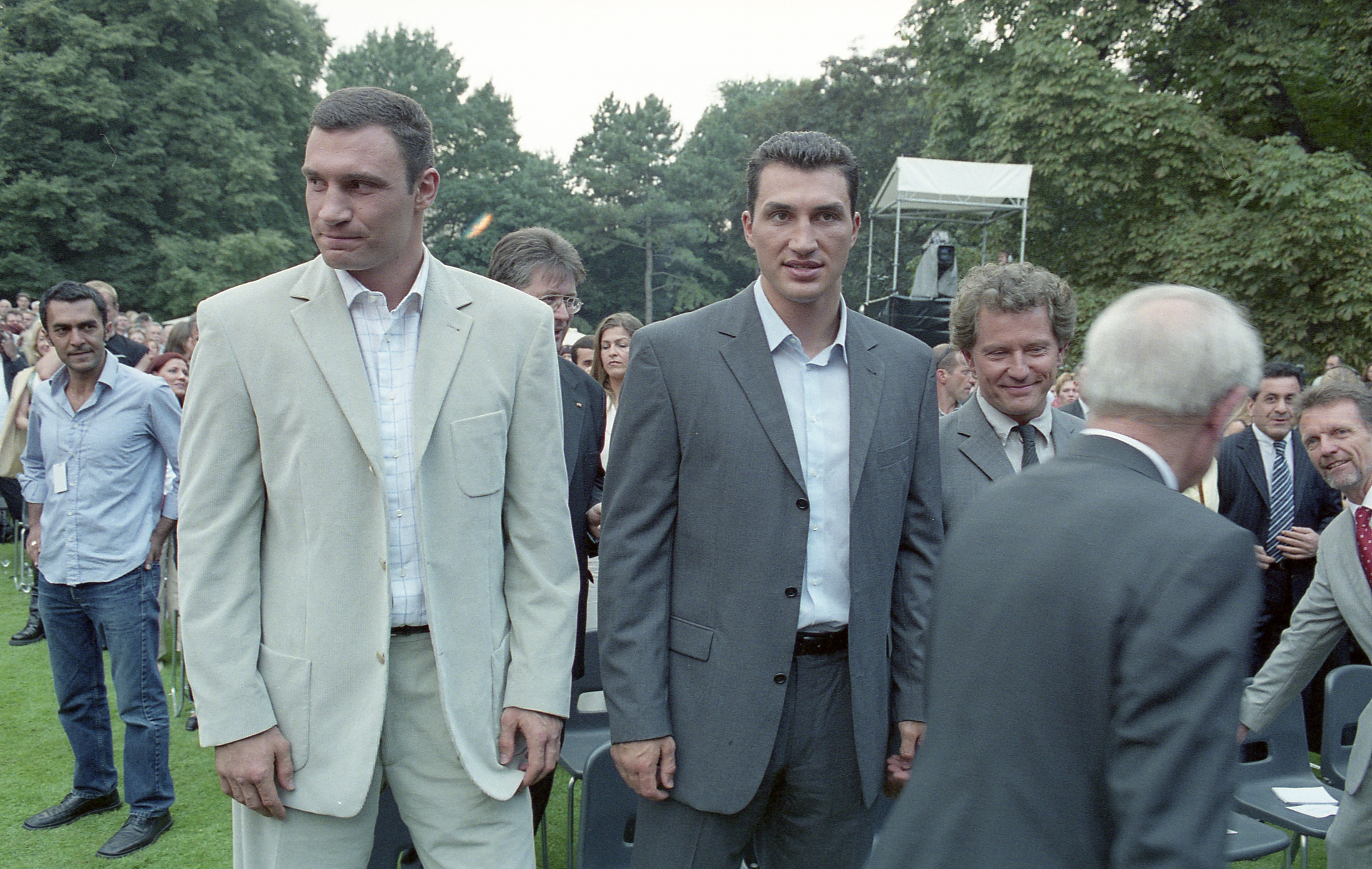
Die Klitschko-Brüder 2002

Überraschend verlor er am 1. April 2000 gegen den US-Amerikaner Chris Byrd den WBO-Gürtel. Byrd war nur anderthalb Wochen vor dem Kampf als Ersatzgegner für den ursprünglich vorgesehenen, aber kurzfristig erkrankten Donovan Ruddock verpflichtet worden. Nach der neunten Runde gab Klitschko den Kampf wegen eines Sehnenrisses in der linken Schulter auf. Er lag zu diesem Zeitpunkt auf allen drei Punktzetteln vorn (zweimal mit 7:2, einmal mit 8:1 Runden). Besonders in den USA wurde ihm daraufhin mangelnder Kampfgeist vorgeworfen.
Nach der verletzungsbedingten Pause gab Klitschko am 25. November 2000 mit einem Kampf um den vakanten Europameistertitel gegen Timo Hoffmann sein Comeback. Es war der erste Kampf seiner Profikarriere, den Klitschko nach Punkten gewann. In der Folgezeit kämpfte er sich mit mehreren Siegen, unter anderem gegen Orlin Norris, Ross Puritty, Vaughn Bean und Larry Donald an die Spitze der Ranglisten der Boxverbände zurück und stieg dadurch zum Herausforderer des damaligen WBC-Weltmeisters Lennox Lewis auf.

#### 2003: Kampfabbruch gegen WBC-Weltmeister Lennox Lewis
Ursprünglich sollte Klitschko bei einer freiwilligen Titelverteidigung von Lewis gegen den Kanadier Kirk Johnson in einem Vorkampf gegen den ungeschlagenen US-Amerikaner Cedric Boswell boxen. Durch die verletzungsbedingte Absage Johnsons bekam Klitschko allerdings die Chance, selbst gegen Lewis anzutreten. Am 21. Juni 2003 verlor er im Staples Center von Los Angeles gegen Lewis durch technischen K. o. Nach der sechsten Runde wurde der Kampf vom Ringrichter auf Empfehlung des Ringarztes wegen mehrerer stark blutender Platzwunden in Klitschkos Augenbereich abgebrochen. Zu diesem Zeitpunkt hatte er auf allen drei Punktzetteln der Punktrichter vier der sechs Runden gewonnen. Die Entscheidung, den Kampf abzubrechen, war umstritten. Der als Experte anwesende George Foreman sah in Klitschko den eigentlichen Sieger des Kampfes. Auch das US-amerikanische Publikum feierte Vitali Klitschko und reagierte verärgert auf den Abbruch.

#### 2004: WBC-Weltmeister durch Sieg über Corrie Sanders
Trotz der unglücklichen Art der Niederlage war Klitschko weiterhin hoch in den Ranglisten platziert. Noch im Dezember desselben Jahres konnte er sich durch einen K.-o.-Sieg über Kirk Johnson für einen weiteren Titelkampf des WBC qualifizieren. Nachdem der erwartete und vom WBC-Verband angesetzte Rückkampf gegen Lewis aufgrund des Rücktritts des amtierenden Weltmeisters nicht zustande gekommen war, boxte Klitschko am 24. April 2004 in Los Angeles gegen den Südafrikaner Corrie Sanders, der im März 2003 Klitschkos Bruder Wladimir im Kampf um den WBO-Titel überraschend geschlagen hatte, um den nunmehr vakanten Titel. Er gewann in einem mit hoher Intensität geführten Kampf durch technischen K. o. in der achten Runde. Vitali Klitschko zeigte sich in diesem Kampf, wie bereits im Kampf gegen Lewis, als kompletter Boxer auf der Höhe seines Könnens. Er verdiente sich durch seine spektakuläre Kampfesführung den Respekt der US-amerikanischen Boxszene sowie den Ruf als zu diesem Zeitpunkt bester Schwergewichtsweltmeister.
Ein anschließend angestrebtes prestigeträchtiges Duell mit Mike Tyson ließ sich nicht realisieren, da der gealterte Tyson in der Zwischenzeit überraschend gegen den Briten Danny Williams verlor. Klitschko verteidigte seinen Titel daraufhin am 11. Dezember 2004 gegen Williams durch technischen K. o. in der achten Runde. Es war der vorerst letzte Kampf in der Karriere des Ukrainers, was zu diesem Zeitpunkt noch nicht abzusehen war.

#### Zwangspause bis 2008
Nächster Gegner sollte der US-Amerikaner Hasim Rahman sein. Rahman hatte sich 2001 mit einem sensationellen K.-o.-Sieg über Lennox Lewis einen Namen gemacht, war im direkten Rückkampf allerdings selbst schwer K. o. gegangen und hatte auch anschließend in einigen Folgekämpfen enttäuscht. Klitschko musste diese Pflichtverteidigung mehrmals verletzungsbedingt verschieben. Am 30. April war ein Muskelfaserriss der Grund, am 18. Juni und am 23. Juli eine Rücken-Operation und kurz vor dem 12. November dann ein Meniskusriss im rechten Knie. Neben dem Meniskusschaden wurde bei ihm zusätzlich noch ein Riss des Kreuzbandes im rechten Knie diagnostiziert. Da durch diese Verletzungen der Kampf erneut abgesagt werden musste, kündigte der WBC an, Klitschko den Titel abzuerkennen, falls er seiner Verpflichtung zur Titelverteidigung nicht innerhalb von sechzig Tagen nachkomme. Daraufhin entschloss sich der damals 34-Jährige zum überraschenden Rücktritt. Am 9. November 2005 gab Klitschko offiziell das Ende seiner Profiboxkarriere bekannt. Er wurde daraufhin vom WBC zum so genannten „World Champion Emeritus“ ernannt, ein Status, der es ihm ermöglichte, bei einem Comeback sofort wieder um den WBC-Titel boxen zu dürfen.
Nachdem er ein derartiges Comeback lange ausgeschlossen hatte, wurde am 24. Januar 2007 seine Absicht zur Rückkehr in den Boxring publik. Er legte dem WBC einen Antrag auf einen Kampf gegen den aktuellen Weltmeister des Verbandes Oleg Maskajew vor. Der Kampf war zunächst für Juni 2007 in Moskau geplant, konnte aber nicht realisiert werden, da die Verhandlungen zwischen Klitschko, Maskajew und dessen Pflichtherausforderer Samuel Peter scheiterten und entschieden wurde, dass zunächst Peter gegen Maskajew antreten sollte. Der Gewinner dieses Duells sollte den WBC-Titel danach gegen Klitschko verteidigen. In der Zwischenzeit plante Vitali Klitschko für den 22. September 2007 einen Kampf in München gegen Jameel McCline, musste dieses Duell allerdings aufgrund eines Bandscheibenvorfalls, den er während der Vorbereitung in Kitzbühel erlitt, zwei Wochen vor dem Kampftermin absagen. Die erneute Trainingsverletzung erforderte eine Notoperation in Innsbruck mit anschließender sechswöchiger Rehabilitation. Er beschloss, danach keinen Aufbaukampf mehr zu bestreiten und gleich gegen den WBC-Weltmeister Samuel Peter anzutreten, der inzwischen Oleg Maskajew entthront hatte.

#### 2008: Rückkehr und erneute WBC-Weltmeisterschaft
Vitali Klitschko trat am 11. Oktober 2008, drei Jahre und zehn Monate (1400 Tage) nach seinem vorläufigen Rücktritt, in der Berliner O2 World Berlin gegen den Nigerianer Samuel Peter an. Er beherrschte den Kampf deutlich und nutzte dabei den Vorteil seiner wesentlich größeren Reichweite. Nachdem Peter alle acht vorangegangenen Runden klar verloren hatte und im Gesicht bereits schwer gezeichnet war, kam er zur neunten Runde nicht mehr aus seiner Ecke und gab den Kampf auf. Durch den Gewinn des WBC-Titels durch Vitali Klitschko gelang den Klitschko-Brüdern zudem ein boxhistorisches Novum, da erstmals zwei Brüder gleichzeitig Weltmeistertitel im Schwergewicht hielten.
Gemäß der Vereinbarung mit dem WBC-Verband, die ihm trotz der langen Inaktivität den Weltmeisterschaftskampf ermöglichte, musste Klitschko den Titel gegen den ehemaligen Cruisergewichtsweltmeister Juan Carlos Gómez verteidigen. Gómez, ein früherer Sparringspartner der Klitschkos aus der Zeit, als sie gemeinsam beim Hamburger Universum-Boxstall unter Vertrag gestanden hatten, erwarb sich das Recht auf den Titelkampf mit einem Sieg über Klitschkos Landsmann Wolodymyr Wirtschis. Im Dezember 2008 wurde zudem vom WBC angeordnet, dass der Gewinner des Kampfes zwischen Klitschko und Gómez seinen Titel innerhalb von 120 Tagen gegen den Ex-Weltmeister Oleg Maskajew verteidigen sollte, wogegen Klitschko allerdings beim internationalen Sportgerichtshof (CAS) Beschwerde einlegte. Die Pflichtverteidigung gegen den Exilkubaner Gómez fand am 21. März 2009 in der Stuttgarter Hanns-Martin-Schleyer-Halle statt. Klitschko gewann den Kampf durch technischen K. o. in der neunten Runde. Im Juni 2009 wurde von der CAS zugunsten Klitschkos geurteilt, so dass er nicht gegen Maskajew antreten musste und stattdessen seinen nächsten Gegner im Rahmen der Verbandsbestimmungen für eine freiwillige Titelverteidigung selbst bestimmen konnte. Kurz nach dem Sieg gegen Gómez erklärte der World Boxing Council (WBC) den zu diesem Zeitpunkt 37-jährigen Ukrainer zum größten Knockouter aller Zeiten. „Die Quote von 36 K. o. bei 37 Siegen (97,3 Prozent) hat noch nie ein Boxer in der Geschichte des Schwergewichts erreicht.“
Nachdem der ehemalige britische Cruisergewichtsweltmeister David Haye einen Kampf gegen Vitalis Bruder Wladimir Klitschko wegen einer umstrittenen Rückenverletzung abgesagt hatte, einigte er sich kurz darauf mit Vitali Klitschko auf einen Kampf. Der Kampf sollte am 12. September 2009 in der Commerzbank-Arena in Frankfurt stattfinden, kam aber ebenfalls nicht zustande, da Haye ihn wegen Meinungsverschiedenheiten bezüglich des Vertrages absagte. Klitschkos nächster Gegner wurde stattdessen der in 27 Profikämpfen unbesiegte US-Amerikaner Chris Arreola. Der Kampf fand am 26. September 2009 im Staples Center in Los Angeles statt. Klitschko traf seinen Kontrahenten von Beginn an häufig, nutzte seine Reichweitenvorteile optimal und boxte den ganzen Kampf aus der Rückwärtsbewegung heraus. Arreola gelang es nicht, an Klitschkos starker Führhand vorbeizukommen, und wurde oft ausgekontert. Nach insgesamt 301 Treffern, die er bei Arreola platzieren konnte, siegte Klitschko durch Abbruch durch den Ringrichter in der Pause zur elften Runde vorzeitig.

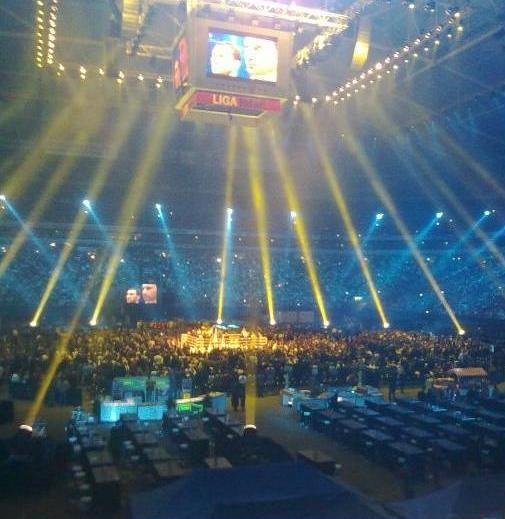
Vitali Klitschko gegen Albert Sosnowski in der Gelsenkirchener Veltins-Arena am 29. Mai 2010

Zur dritten Verteidigung des WBC-Titels innerhalb eines Jahres trat Klitschko weniger als drei Monate nach seinem Sieg gegen Arreola am 12. Dezember 2009 in der Berner PostFinance-Arena gegen den US-Amerikaner Kevin Johnson an. Da sein Bruder Wladimir diesen ursprünglich für ihn geplanten Kampftermin (mit dem Sender RTL waren für das Jahr 2009 vier Kampfabende mit Beteiligung der Klitschkos vereinbart worden) wegen einer Schulterverletzung, die eine Operation erforderte, nicht wahrnehmen konnte, übernahm Vitali Klitschko den Termin und bestritt damit erstmals seit 1999 mehr als zwei Kämpfe in einem Kalenderjahr. Den Kampf gegen Johnson, der in der WBC-Rangliste auf Rang sechs platziert und in 23 Profikämpfen ungeschlagen war, gewann Klitschko einstimmig nach Punkten und dadurch erstmals seit 2000 nicht vorzeitig, da der weitgehend passiv und defensiv agierende Johnson durch Pendel- und Meidbewegungen nur wenige klare Treffer zuließ. Nach Ende der zwölf Runden werteten zwei der drei Punktrichter alle Runden zugunsten Vitali Klitschkos, während der dritte dem Herausforderer eine Runde gutschrieb. In diesem Kampf schlug Klitschko insgesamt 1013 mal, davon 749 Jabs. Nachdem zu Beginn des Jahres 2010 langwierige Verhandlungen für einen Kampf gegen den ehemaligen WBA-Weltmeister Nikolai Walujew insbesondere an den hohen finanziellen Forderungen von Walujews Co-Promoter Don King gescheitert waren, wurde als nächster Gegner der in Großbritannien lebende, in Deutschland zuvor eher unbekannte Pole Albert Sosnowski verpflichtet. Sosnowski hatte im Dezember 2009 die Europameisterschaft im Schwergewicht gewonnen. Das Duell zwischen Klitschko und Sosnowski, zu diesem Zeitpunkt die Nummer elf der WBC-Rangliste, fand am 29. Mai 2010 in der Gelsenkirchener Veltins-Arena statt, in der im Jahr zuvor Wladimir Klitschko gegen Ruslan Chagayev gekämpft und gewonnen hatte. Klitschko besiegte den Polen durch K. o. in der zehnten Runde.
Anschließend wurden die Verhandlungen mit Haye und Walujew wieder aufgenommen, doch es konnte erneut keine Einigung erzielt werden, so dass schließlich der ehemalige WBO-Weltmeister Shannon Briggs als nächster Gegner verpflichtet wurde. Beim WM-Kampf am 16. Oktober 2010 in der Hamburger O2 World Hamburg besiegte Klitschko den US-Amerikaner in zwölf Runden einstimmig nach Punkten.
Der kubanische Boxer Odlanier Solís gewann am 17. Dezember 2010 in einem WM-Ausscheidungskampf das Herausforderungsrecht auf einen WBC-Weltmeisterschaftskampf gegen Vitali Klitschko. Dieser WM-Kampf fand am 19. März 2011 in Köln statt. Solís (in 17 Profi-Kämpfen ungeschlagen und Olympiasieger von 2004) verlor den Kampf gegen Klitschko durch Technischen KO in der ersten Runde. Laut Solís waren Risse im vorderen Kreuzband und äußeren Meniskus im rechten Knie für das Ende des Kampfes verantwortlich.

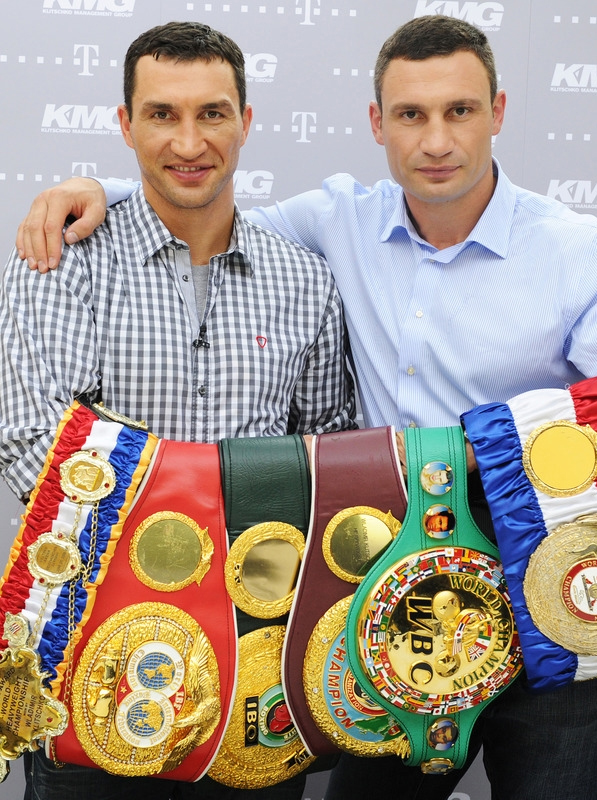
Wladimir (l.) und Vitali Klitschko 2012 mit ihren damaligen Weltmeistergürteln

Bereits im Januar 2011 war eine Vorvereinbarung zwischen dem Management der Klitschko-Brüder und dem des Polen Tomasz Adamek für einen möglichen Kampf im September 2011 getroffen worden, zunächst mit Präferenz für Wladimir Klitschko. Da sich dieser allerdings im März nach langwierigen Verhandlungen zu einem Titelvereinigungskampf gegen den WBA-Titelträger David Haye verpflichtet hatte, sollte Vitali stattdessen gegen Adamek antreten. Als Termin und Veranstaltungsort wurden der 10. September 2011 und das für die Europameisterschaft 2012 errichtete Fußballstadion in Breslau ausgewählt. Nach überlegen geführtem Kampf gewann Klitschko durch technischen K. o. in der zehnten Runde.
Für die folgende freiwillige Titelverteidigung am 18. Februar 2012 in München wurde Dereck Chisora verpflichtet. Chisora hätte bereits 2010 bzw. 2011 gegen Vitalis Bruder Wladimir boxen sollen; dieser Kampf wurde jedoch zweimal verschoben und schließlich gänzlich abgesagt. Im Rahmen des nun stattfindenden Kampfes sorgte Chisora insbesondere außerhalb des Rings für Aufsehen; unter anderem ohrfeigte er Vitali Klitschko beim Wiegen, spuckte Wladimir Wasser ins Gesicht und lieferte sich auf der Pressekonferenz nach dem Kampf mit dem ebenfalls anwesenden David Haye eine intensive verbale und physische Auseinandersetzung. Den Kampf über zwölf Runden gewann Vitali Klitschko letztlich klar nach Punkten trotz einer Schulterverletzung, durch die er ab der fünften Runde seine linke Hand nicht mehr richtig einsetzen konnte. Seinen bisher letzten Kampf bestritt er am 8. September 2012 in Moskau gegen Manuel Charr, den er durch TKO nach der 4. Runde besiegte.
Am 16. Dezember 2013 wurde Vitali Klitschko vom WBC zum „Champion Emeritus“ ernannt, nachdem er seinen WBC-Weltmeistergürtel niedergelegt hatte. Der vakant gewordene Titel wurde anschließend von Bermane Stiverne gegen Chris Arreola gewonnen.

### Boxstil
Der schlagstarke Linksausleger Vitali Klitschko zählte neben seinem Bruder Wladimir zu den stärksten Boxern im Schwergewicht. Sein Boxstil zeichnete sich durch einen linken Jab, den er sehr variantenreich einsetzte, und eine starke rechte Schlaghand aus.
Aufgrund seiner Körpergröße von 2,01 m und guter Reflexe konnte er es sich erlauben, in einem Kampf nahezu ohne Deckungsarbeit zu agieren. Seine linke Führhand ließ er auf Hüfthöhe hängen, die rechte Schlaghand behielt er etwa auf Brusthöhe. Aufgrund seiner tiefen Linken, die er variantenreich als Gerade, Kopf- oder Aufwärtshaken von unten schlug, konnte er seine starke Führhand platzieren, ohne dass der Gegner diese sah. Die rechte Hand schlug er oft als Cross von seiner Schulterhöhe nach unten, aber auch als einfache Gerade oder Seitwärtshaken. Ein wichtiger Aspekt war auch die psychische Wirkung: Klitschko stand ohne Deckung vor dem Gegner und traf häufig, ohne selbst getroffen zu werden. Dieser unorthodoxe und für seine Gegner sehr unbequeme Kampfstil ermöglichte es ihm, seine Kontrahenten schnell zu zermürben.
Seine Defensivarbeit bestand lediglich aus kurzen Meidbewegungen mit dem Oberkörper nach hinten, gepaart mit Rollbewegungen der Schulter, um das Kinn zu schützen, sowie einer Beinarbeit, mit der er im Rückwärtsgang zur Seite auswich. Anders als sein Bruder war er nicht immer auf die Distanz zum Gegner angewiesen, sondern konnte auch in der Halbdistanz mit schnellen Händen agieren. Mit diesem Stil schaffte es der zweifache Schwergewichtsweltmeister, 41 seiner 45 gewonnenen Kämpfe vorzeitig zu beenden, meistens durch einen Technischen Knockout. Er war zudem dafür bekannt, in gefährlichen Situationen starke Nerven zu zeigen, und galt als Boxer, der bereit war, in einem Kampf an seine Grenzen zu gehen, auch wenn das die amerikanische Boxöffentlichkeit nach seiner Aufgabe gegen Chris Byrd noch bezweifelt hatte. Es wurden ihm sehr gute Nehmerfähigkeiten zugesprochen, die er vor allem in den Duellen mit Lennox Lewis und Corrie Sanders unter Beweis stellte.

## Liste der Profikämpfe
| 45 Siege (41 K.-o.-Siege), 2 Niederlagen, 0 Unentschieden |               |                                                       |                                                                   |                                    |
| Jahr                                                      | Tag           | Ort                                                   | Gegner                                                            | Ergebnis für Klitschko             |
| 1996                                                      | 16. November  | Sporthalle Wandsbek, Hamburg, Deutschland             | Tony Bradham                                                      | Sieg / KO 2. Runde                 |
| 1996                                                      | 30. November  | Arena Nova, Wiener Neustadt, Österreich               | František Sumina                                                  | Sieg / TKO 1. Runde                |
| 1996                                                      | 21. Dezember  | Zoo-Gesellschaftshaus, Frankfurt am Main, Deutschland | Brian Sargent                                                     | Sieg / TKO 2. Runde                |
| 1997                                                      | 25. Januar    | Maritim Hotel, Stuttgart, Deutschland                 | Mike Acklie                                                       | Sieg / KO 1. Runde                 |
| 1997                                                      | 22. Februar   | Sporthalle Hamburg, Hamburg, Deutschland              | Troy Roberts                                                      | Sieg / KO 2. Runde                 |
| 1997                                                      | 8. März       | Sartory-Säle, Köln, Deutschland                       | Calvin Jones                                                      | Sieg / KO 1. Runde                 |
| 1997                                                      | 12. April     | Eurogress, Aachen, Deutschland                        | Derrick Roddy                                                     | Sieg / TKO 2. Runde                |
| 1997                                                      | 10. Mai       | Ballsporthalle, Frankfurt am Main, Deutschland        | Cleveland Woods                                                   | Sieg / KO 2. Runde                 |
| 1997                                                      | 14. Juni      | Saaltheater Geulen, Aachen, Deutschland               | Jimmy Haynes                                                      | Sieg / KO 2. Runde                 |
| 1997                                                      | 4. Oktober    | Stadionsporthalle, Hannover, Deutschland              | Will Hinton                                                       | Sieg / KO 2. Runde                 |
| 1997                                                      | 8. November   | Ballsporthalle, Frankfurt am Main, Deutschland        | Gilberto Williamson                                               | Sieg / KO 6. Runde                 |
| 1997                                                      | 29. November  | Rheinstrandhalle, Karlsruhe, Deutschland              | Herman Delgado                                                    | Sieg / TKO 3. Runde                |
| 1997                                                      | 20. Dezember  | Oberrheinhalle, Offenburg, Deutschland                | Anthony Willis                                                    | Sieg / KO 5. Runde                 |
| 1998                                                      | 17. Januar    | Sport- und Erholungszentrum, Berlin, Deutschland      | Marcus Rhode                                                      | Sieg / TKO 2. Runde                |
| 1998                                                      | 30. Januar    | Berdux Filmstudios, München, Deutschland              | Alben Belinski                                                    | Sieg / KO 2. Runde                 |
| 1998                                                      | 7. März       | Sartory-Säle, Köln, Deutschland                       | Louis Monaco                                                      | Sieg / KO 3. Runde                 |
| 1998                                                      | 20. März      | Ballsporthalle, Frankfurt am Main, Deutschland        | Levi Billups                                                      | Sieg / KO 2. Runde                 |
| 1998                                                      | 18. April     | Eurogress, Aachen, Deutschland                        | Julius Francis                                                    | Sieg / TKO 2. Runde                |
| 1998                                                      | 2. Mai        | Hansehalle, Lübeck, Deutschland                       | Dicky Ryan                                                        | Sieg / TKO 5. Runde                |
| 1998                                                      | 5. Juni       | Sporthalle Hamburg, Hamburg, Deutschland              | José Ribalta                                                      | Sieg / TKO 2. Runde                |
| 1998                                                      | 11. August    | Miccosukee Indian Gaming, Miami, USA                  | Ricardo Kennedy                                                   | Sieg / TKO 1. Runde                |
| 1998                                                      | 24. Oktober   | Sporthalle Hamburg, Hamburg, Deutschland              | Mario Schießer EBU-Schwergewicht-Europameisterschaft              | Sieg / TKO 2. Runde                |
| 1998                                                      | 5. Dezember   | Sportpalast, Kiew, Ukraine                            | Francesco Spinelli EBU-Schwergewicht-Titelverteidigung            | Sieg / TKO 1. Runde                |
| 1999                                                      | 20. Februar   | Sporthalle Hamburg, Hamburg, Deutschland              | Ismael Youla EBU-Schwergewicht-Titelverteidigung                  | Sieg / TKO 2. Runde                |
| 1999                                                      | 26. Juni      | London Arena, London, Großbritannien                  | Herbie Hide WBO-Schwergewicht-Weltmeisterschaft                   | Sieg / KO 2. Runde                 |
| 1999                                                      | 9. Oktober    | Arena Oberhausen, Oberhausen, Deutschland             | Ed Mahone WBO-Schwergewicht-Titelverteidigung                     | Sieg / TKO 3. Runde                |
| 1999                                                      | 11. Dezember  | Sporthalle Hamburg, Hamburg, Deutschland              | Obed Sullivan WBO-Schwergewicht-Titelverteidigung                 | Sieg / Aufgabe 9. Runde            |
| 2000                                                      | 1. April      | Estrel Convention Center, Berlin, Deutschland         | Chris Byrd WBO-Schwergewicht-Titelverteidigung                    | Niederlage / Aufgabe 9. Runde      |
| 2000                                                      | 25. November  | Preussag-Arena, Hannover, Deutschland                 | Timo Hoffmann EBU-Schwergewicht-Europameisterschaft               | Punktsieg (einstimmig) / 12 Runden |
| 2001                                                      | 27. Januar    | Rudi-Sedlmayer-Halle, München, Deutschland            | Orlin Norris WBA-Intercontinental Schwergewicht-Meisterschaft     | Sieg / KO 1. Runde                 |
| 2001                                                      | 8. Dezember   | Arena Oberhausen, Oberhausen, Deutschland             | Ross Puritty WBA-Intercontinental Schwergewicht-Titelverteidigung | Sieg / TKO 11. Runde               |
| 2002                                                      | 8. Februar    | Volkswagen Halle, Braunschweig, Deutschland           | Vaughn Bean WBA-Intercontinental Schwergewicht-Titelverteidigung  | Sieg / TKO 11. Runde               |
| 2002                                                      | 23. November  | Westfalenhalle, Dortmund, Deutschland                 | Larry Donald WBA-Intercontinental Schwergewicht-Titelverteidigung | Sieg / TKO 10. Runde               |
| 2003                                                      | 21. Juni      | Staples Center, Los Angeles, USA                      | Lennox Lewis IBO/WBC-Schwergewicht-Weltmeisterschaft              | Niederlage / TKO 6. Runde          |
| 2003                                                      | 6. Dezember   | Madison Square Garden, New York, USA                  | Kirk Johnson                                                      | Sieg / TKO 2. Runde                |
| 2004                                                      | 24. April     | Staples Center, Los Angeles, USA                      | Corrie Sanders vakante WBC-Schwergewicht-Weltmeisterschaft        | Sieg / TKO 8. Runde                |
| 2004                                                      | 11. Dezember  | Mandalay Bay Hotel, Las Vegas, USA                    | Danny Williams WBC-Schwergewicht-Titelverteidigung                | Sieg / TKO 8. Runde                |
| 2008                                                      | 11. Oktober   | O2 World, Berlin, Deutschland                         | Samuel Peter WBC-Schwergewicht-Weltmeisterschaft                  | Sieg / Aufgabe 8. Runde            |
| 2009                                                      | 21. März      | Hanns-Martin-Schleyer-Halle, Stuttgart, Deutschland   | Juan Carlos Gómez WBC-Schwergewicht-Titelverteidigung             | Sieg / TKO 9. Runde                |
| 2009                                                      | 26. September | Staples Center, Los Angeles, USA                      | Chris Arreola WBC-Schwergewicht-Titelverteidigung                 | Sieg / TKO 10. Runde               |
| 2009                                                      | 12. Dezember  | PostFinance-Arena, Bern, Schweiz                      | Kevin Johnson WBC-Schwergewicht-Titelverteidigung                 | Punktsieg (einstimmig) / 12 Runden |
| 2010                                                      | 29. Mai       | Veltins-Arena, Gelsenkirchen, Deutschland             | Albert Sosnowski WBC-Schwergewicht-Titelverteidigung              | Sieg / KO 10. Runde                |
| 2010                                                      | 16. Oktober   | O2 World, Hamburg, Deutschland                        | Shannon Briggs WBC-Schwergewicht-Titelverteidigung                | Punktsieg (einstimmig) / 12 Runden |
| 2011                                                      | 19. März      | Lanxess-Arena, Köln, Deutschland                      | Odlanier Solís WBC-Schwergewicht-Titelverteidigung                | Sieg / TKO 1. Runde                |
| 2011                                                      | 10. September | Stadion Miejski, Breslau, Polen                       | Tomasz Adamek WBC-Schwergewicht-Titelverteidigung                 | Sieg / TKO 10. Runde               |
| 2012                                                      | 18. Februar   | Olympiahalle, München, Deutschland                    | Dereck Chisora WBC-Schwergewicht-Titelverteidigung                | Punktsieg (einstimmig) / 12 Runden |
| 2012                                                      | 8. September  | Olimpijski-Halle, Moskau, Russland                    | Manuel Charr WBC-Schwergewicht-Titelverteidigung                  | Sieg / TKO 4. Runde                |
| Quelle: Vitali Klitschko in der BoxRec-Datenbank          |               |                                                       |                                                                   |                                    |

### Daten und Erfolge
| Aktive Zeit (Profi): | 1996–2005, 2008–2013 |
| Trainer:             | Fritz Sdunek         |
| Manager:             | Bernd Bönte          |
| Alias:               | Dr. Eisenfaust       |
| Gewicht (Ø):         | 112 kg               |
| Größe:               | 2,01 Meter           |
| Brustkorbumfang:     | 1,19 Meter           |
| Oberarmumfang:       | 43,5 cm              |
| Unterarm:            | 43 cm                |
| Faust:               | 30 cm                |

Erfolge als Amateur
- 195 Siege – 15 Niederlagen
- 1995: Vize-Weltmeister im Superschwergewicht (Berlin, Deutschland)
- 1995: Militär-Weltmeister im Superschwergewicht (Ariccia, Italien)

Erfolge als Profi
- 45 Siege – 2 Niederlagen
- 26. Juni 1999: WBO-Weltmeister im Schwergewicht (2 Titelverteidigungen)
- 24. April 2004: WBC-Weltmeister im Schwergewicht (11 Titelverteidigungen)

Regionale Titel
- 2. Mai 1998: WBO Interkontinentaler Meister im Schwergewicht
- 24. Oktober 1998: EBU-Europameister im Schwergewicht (2 Titelverteidigungen)
- 25. November 2000: EBU-Europameister im Schwergewicht
- 27. Januar 2001: WBA Interkontinentaler Meister im Schwergewicht (3 Titelverteidigungen)

## Politik

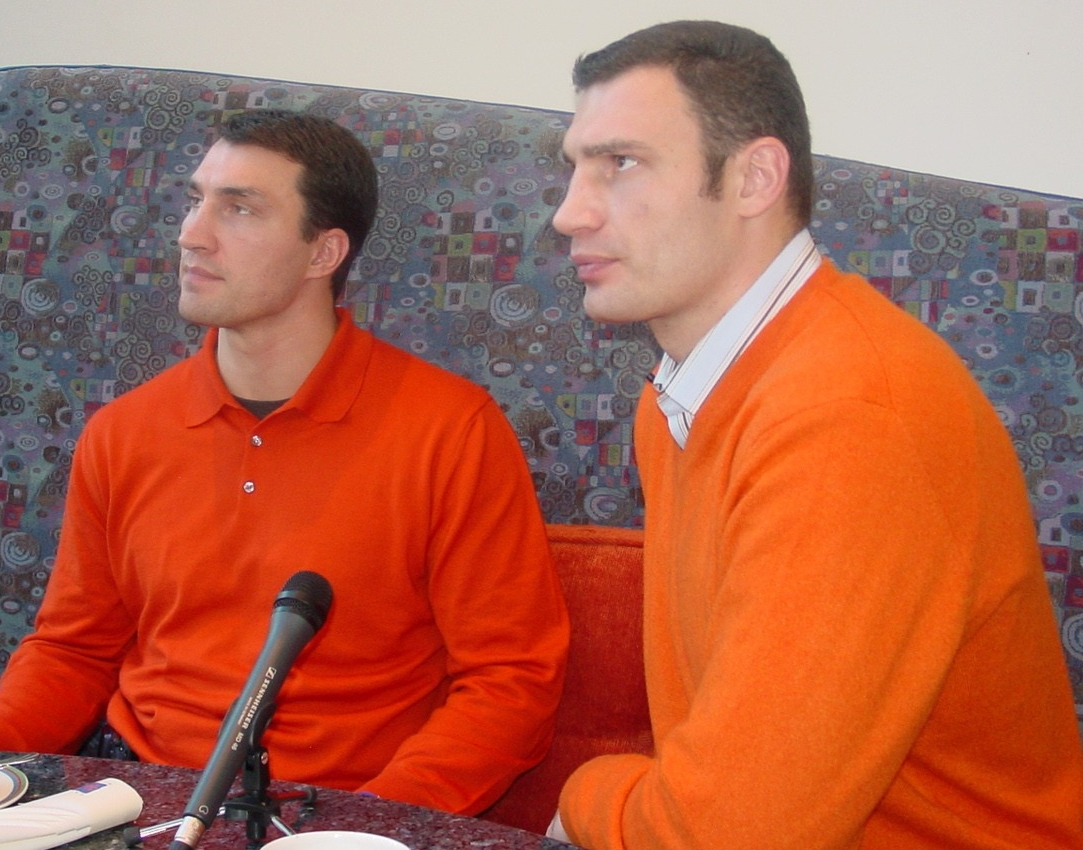
Wladimir (links) und Vitali Klitschko 2004 als Unterstützer der Orangen Revolution

Die Klitschko-Brüder engagierten sich für die Orange Revolution in der Ukraine.

### Erste Kandidaturen zum Amt des Kiewer Bürgermeisters 2006 und 2008
Am 26. März 2006 trat Vitali Klitschko erstmals bei der Wahl zum Bürgermeister der Stadt Kiew an und kandidierte für das ukrainische Parlament. Bei der Bürgermeisterwahl erzielte er 29 % der Stimmen und verlor damit gegen Leonid Tschernowezkyj, für den 34 % stimmten. Der Amtsinhaber Oleksandr Omeltschenko erreichte nur 20 %. Klitschko errang dadurch ein Abgeordnetenmandat für den Stadtrat der ukrainischen Hauptstadt.
Im März 2008 wurden vorzeitige Neuwahlen zum Bürgermeisteramt und dem Stadtparlament angesetzt, bei denen Vitali Klitschko erneut u. a. gegen den damaligen Amtsinhaber Tschernowezkyj und Oleksandr Turtschynow antrat. Der Urnengang fand am 25. Mai statt. Wie bereits bei den vorherigen Bürgermeisterwahlen war Klitschko dabei Spitzenkandidat des nach ihm benannten Wahlbündnisses Blok Witalij Klytschko. Bei der Wahl wurde Amtsinhaber Tschernowezkyj bestätigt, Klitschko kam nach Oleksandr Turtschynow auf den dritten Platz. Er erklärte, bei den nächsten Bürgermeisterwahlen in Kiew wieder kandidieren zu wollen.

### UDAR-Gründung

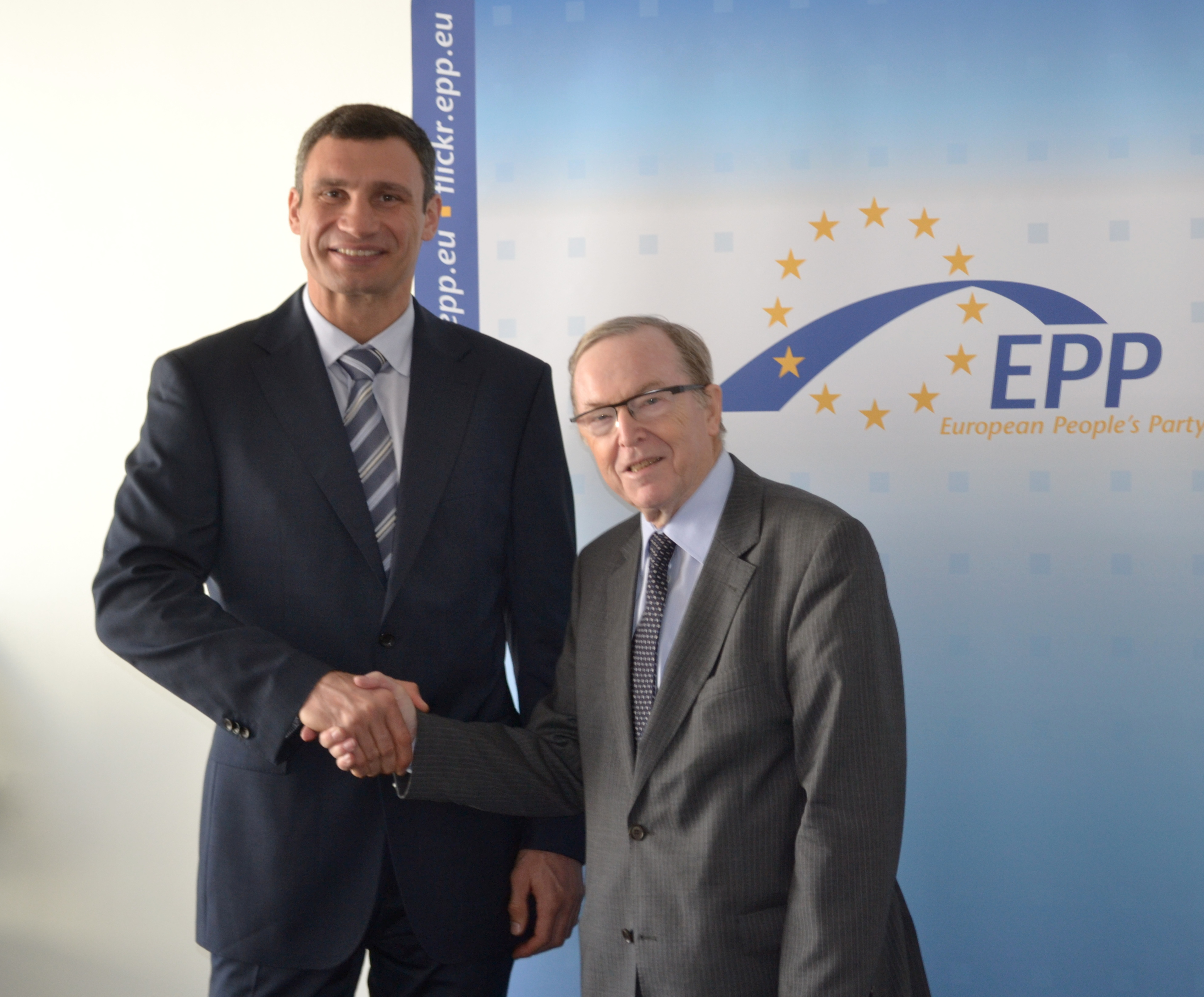
Klitschko 2012 mit dem damaligen EVP-Vorsitzenden Wilfried Martens

Im April 2010 wurde Vitali Klitschko zum Vorsitzenden der neu gegründeten, pro-westlichen Partei Ukrainische demokratische Allianz für Reformen (Ukrajinskij demokratitschnij aljans sa reformy) UDAR (ukr./rus. für Schlag bzw. Fausthieb) gewählt. Er war der Spitzenkandidat der Partei für die Parlamentswahlen 2012. Klitschko erklärte vor diesen Wahlen, sein Ziel sei es, mit UDAR 15 Prozent der Stimmen zu erhalten. Bei den Wahlen am 28. Oktober 2012 erreichte UDAR 13,9 % der Wählerstimmen und wurde mit einer Fraktionsstärke von 42 Abgeordneten drittstärkste Parlamentsfraktion. Klitschko wurde im Dezember 2012 zum Fraktionsvorsitzenden von UDAR gewählt. Im August 2013 kündigte er an, 2015 für das Präsidentenamt kandidieren zu wollen.

### Unterstützung durch die deutsche Regierung
Klitschko und seine Partei erhielten Unterstützung von Angela Merkel, der Konrad-Adenauer-Stiftung und der EVP. Zielsetzung war nach Spiegel-Informationen, Klitschko „gezielt zum neuen starken Mann in Kiew auf(zu)bauen – und so den gewachsenen Einfluss des Kreml (zu) kontern“.

### Euromaidan-Proteste

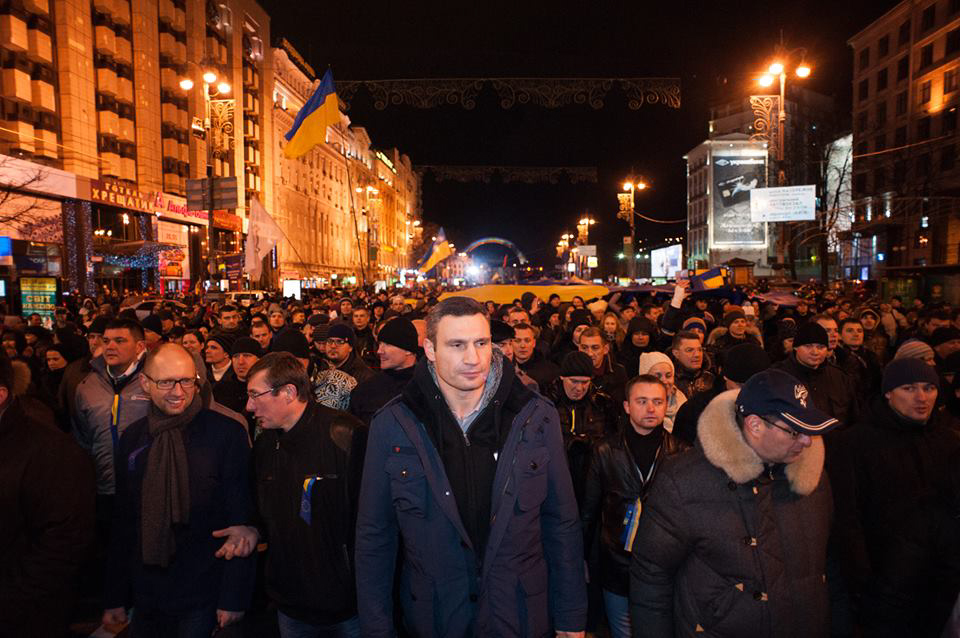
Klitschko auf dem Chreschtschatyk in Kiew am 27. November 2013

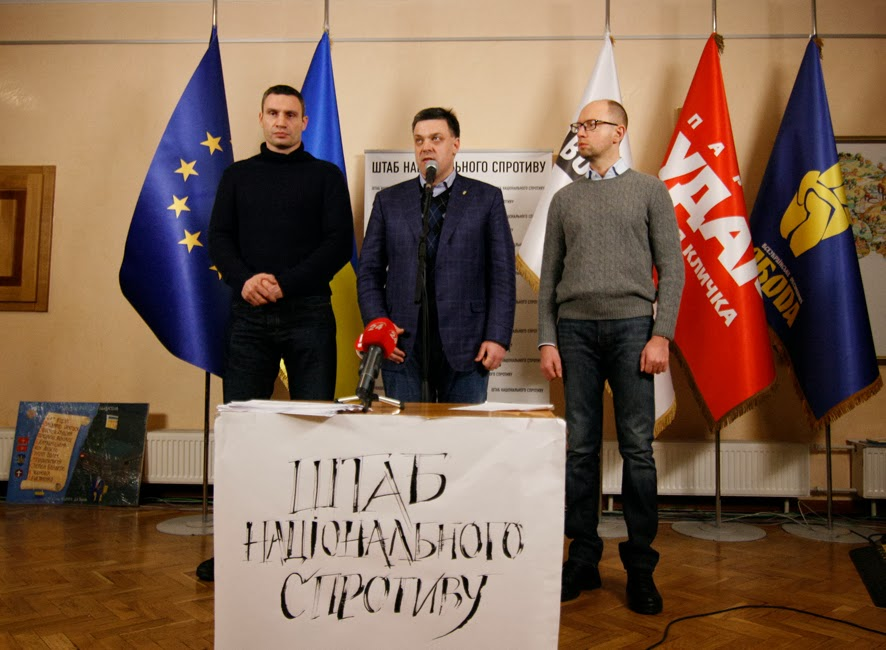
Vitali Klitschko mit Oleh Tjahnybok und Arsenij Jazenjuk (v. l. n. r., Dezember 2013)

Bei den Euromaidan-Protesten spielte Klitschko eine wichtige Rolle. Er bildete gemeinsam mit Oleh Tjahnybok von der rechtsextremen Swoboda-Partei sowie Arsenij Jazenjuk von der Allukrainischen Vereinigung „Vaterland“ der ehemaligen Ministerpräsidentin Julija Tymoschenko ein oppositionelles Dreierbündnis, das den Rücktritt von Präsident Wiktor Janukowytsch erreichen wollte. Klitschko und seine Partei erhielten u. a. Unterstützung von der deutschen Bundeskanzlerin Angela Merkel. Nach schweren Ausschreitungen in Kiew am 19. Januar 2014 verabredete Klitschko mit Janukowytsch ein Zusammentreffen von Regierungsmitgliedern und Oppositionsvertretern. Klitschko selbst war während der Ausschreitungen beim Versuch, die eskalierte Lage zu beruhigen, von einzelnen Demonstranten angegriffen worden. Unter Mithilfe der Vermittler Radosław Sikorski und Frank-Walter Steinmeier handelten Klitschko und die führenden Funktionäre der anderen Oppositionsparteien einen Kompromiss mit Janukowytsch aus, der vorgezogene Neuwahlen und die Wiedereinsetzung der Verfassung von 2004 vorsah. Bei der Unterzeichnung des Kompromisses am 21. Februar 2014 vertauschte Klitschko zuvor sein Namensschild mit dem des deutschen Außenministers Steinmeier, um nicht neben Janukowytsch sitzen zu müssen. Nur einen Tag später setzte die Opposition um Klitschko zusammen mit Überläufern aus Janukowytschs Partei den Präsidenten durch einen Parlamentsbeschluss ab und ordnete Neuwahlen für den 25. Mai 2014 an.

#### Kritik am Bündnis mit Swoboda
Klitschko wurde dafür kritisiert, dass er sich während der Euromaidan-Proteste mit der rechtsextremen Swoboda-Partei unter der Führung von Oleh Tjahnybok verbündet hatte. Er verteidigt die Allianz mit den Rechten allen Bedenken zum Trotz. „Wir haben verschiedene Ideologien, zwei Dinge aber einen uns: Wir kämpfen gegen die heutigen Machthaber, und wir wollen europäische Werte in unserem Land“, sagt er. Die Friedrich-Ebert-Stiftung verurteilt das Verhalten der Opposition um Klitschko: Sie distanziere sich nicht eindeutig von Swobodas antisemitischer, fremdenfeindlicher und rassistischer Rhetorik und habe damit „Swoboda in den Augen der Öffentlichkeit vom Stigma befreit, sie legitimiert“ und ihr den Anschein gegeben, „als sei sie als Partner mit anderen Parteien gleichwertig“. Oleh Tjahnybok stand stets neben Klitschko, Arsenij Jazenjuk und Julija Tymoschenko während der Euromaidan-Proteste und der Annexion der Krim 2014.

### Aufgegebene Präsidentschaftskandidatur

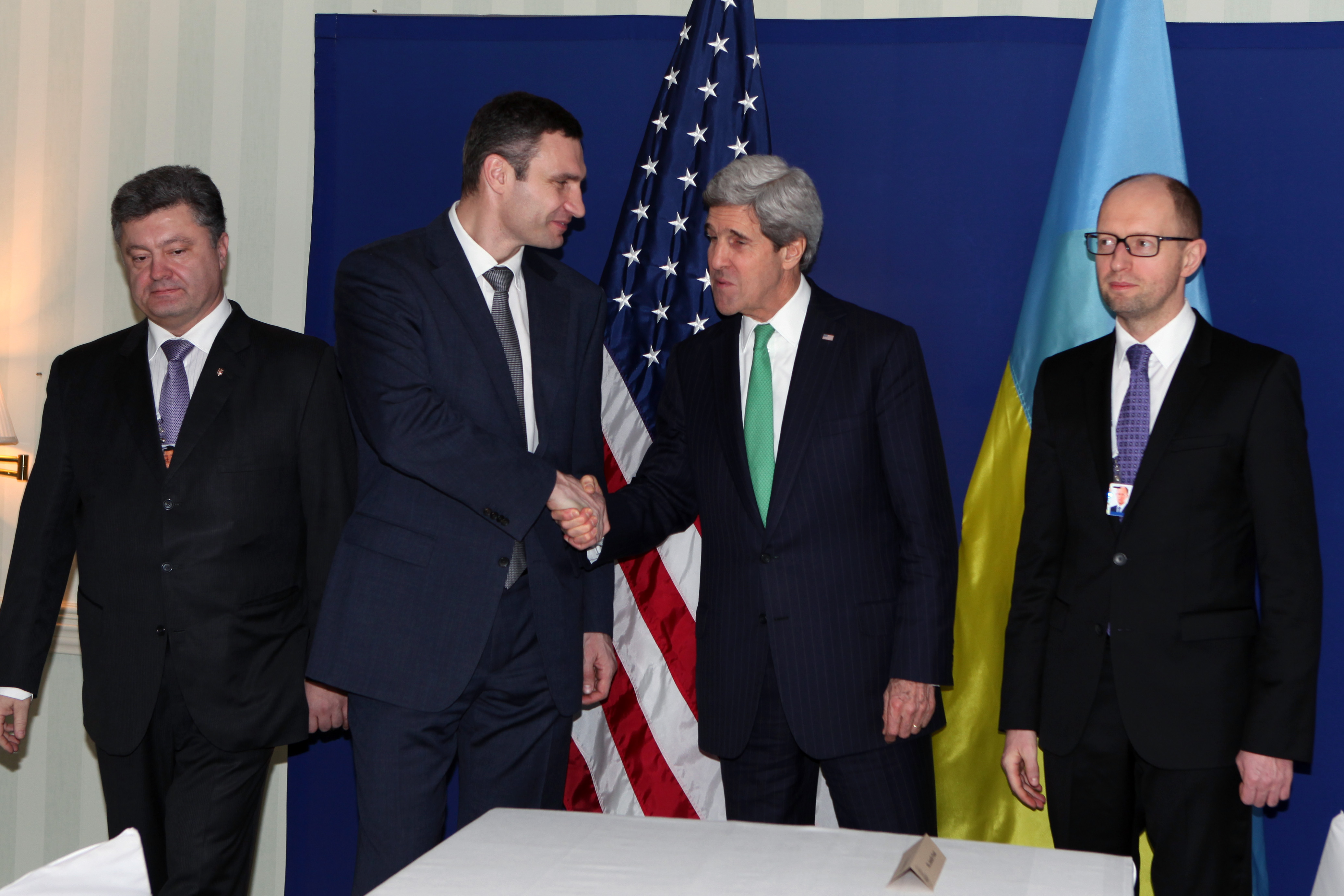
Petro Poroschenko, Vitali Klitschko, John Kerry und Arsenij Jazenjuk (von links nach rechts, 2014 bei der Sicherheitskonferenz in München)

Drei Tage nach dem Sturz von Janukowytsch kündigte Klitschko seine Kandidatur für die Präsidentschaftswahl in der Ukraine 2014 an. Er zog sie jedoch am 29. März 2014 zurück, um die Kandidatur Petro Poroschenkos zu unterstützen.

### Wahl zum Kiewer Bürgermeister 2014 und Wiederwahl 2015
Am 29. März 2014 gab Klitschko seine Kandidatur zum Kiewer Bürgermeister bei der Wahl am 25. Mai 2014 bekannt. Die Wahl gewann er im ersten Wahlgang mit 57,4 % der Stimmen.
Zur Wiederwahl im Herbst 2015 erhielt er am 25. Oktober im ersten Wahlgang 38,4 % der Stimmen und damit am meisten Stimmen aller Kandidaten. Er wurde im zweiten Wahlgang mit 66,5 % wiedergewählt.

### Ernennung zum Vorsitzenden des Block Poroschenko
Am 28. August 2015 wurde Vitali Klitschko auf Grund der Vereinigung von UDAR mit Block Petro Poroschenko zu deren neuem Parteivorsitzenden ernannt. Er blieb in dieser Funktion bis 2019, bis Poroschenko selbst wieder die Parteiführung übernahm.

### Mitgliedschaft beim International Advisory Council
Vitali Klitschko ist Mitglied des International Advisory Councils, einer, vom amerikanischen Think-Tank International Republican Institute ausgewählten, internationalen Gruppe politischer Führungspersönlichkeiten.

### Machtkampf in Kiew
Der ukrainische Präsident Wolodymyr Selenskyj forderte Ende Juli 2019 die Regierung auf, Klitschko als Leiter der Kiewer Stadtverwaltung zu entlassen. Hintergrund war, dass der Kiewer Bürgermeister direkt gewählt, der Chef der Stadtverwaltung jedoch vom ukrainischen Präsidenten in Abstimmung mit der Regierung ernannt wird. Andererseits ist vorgeschrieben, dass auch der Chef der Stadtverwaltung eine gewählte Person und somit de facto identisch mit dem Bürgermeister sein muss. Der Leiter der Präsidialverwaltung Andrij Bohdan behauptete in einer Pressekonferenz am 30. Juli 2019, dass ihm ein Anteil an Korruptionsgeldern in Höhe von 20 Millionen Dollar jährlich angeboten worden sei, wenn im Gegenzug Klitschko nach einer etwaigen Wahlniederlage Verwaltungschef bleiben dürfe. Außerdem warf er Klitschko vor, korrupt zu sein, woraufhin dieser Bohdan beim Nationalen Antikorruptionsbüro anzeigte.

### Wiederwahl als Bürgermeister
Im November 2020 wurde er als Bürgermeister von Kiew wiedergewählt. Am Tag vor der Wahl gab er bekannt, dass er positiv auf COVID-19 getestet wurde.

### Russischer Angriffskrieg gegen die Ukraine

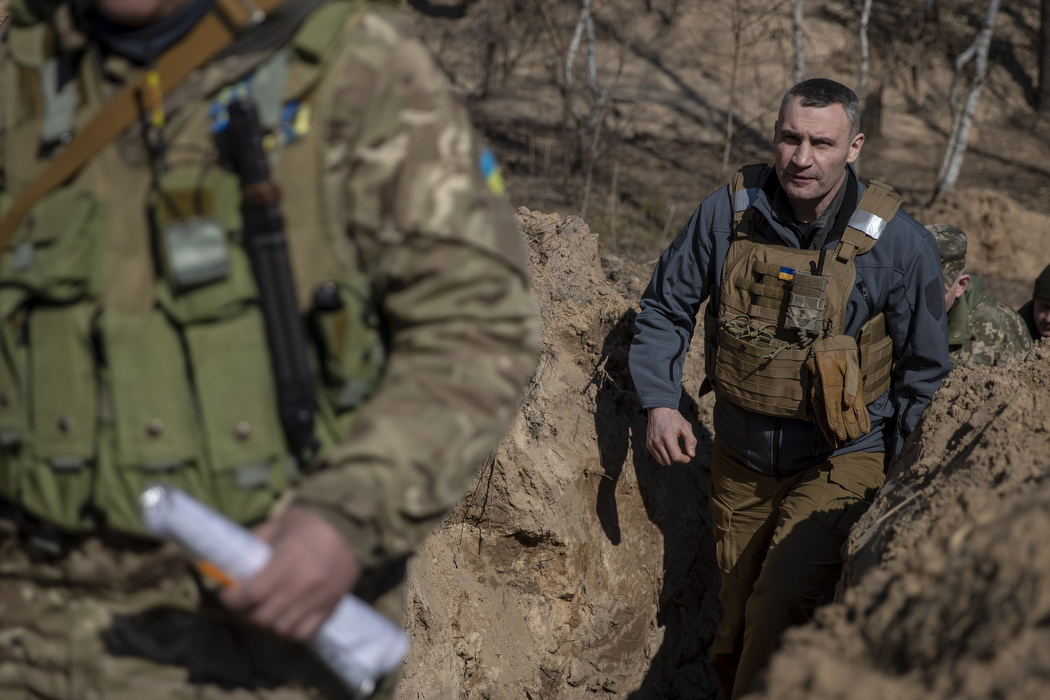
Vitali Klitschko im März 2022 nahe der Front bei Kiew.

Im Januar 2022, während der Zuspitzung des Ukraine-Konflikts, kritisierte Klitschko die von Olaf Scholz geführte Bundesregierung in einem Beitrag der Bild, wegen ihrer Entscheidungen zum Ukraine-Konflikt. Klitschko nannte die Weigerung Deutschlands, der Ukraine Waffen zu liefern, sowie die Entscheidung, an der deutsch-russischen Pipeline Nord Stream 2 festzuhalten, „unterlassene Hilfeleistung“ sowie „Verrat an Freunden“. Mit Verweis auf Gerhard Schröder und Kay-Achim Schönbach behauptete Klitschko, dass manche Verantwortliche in Deutschland „in Sachen Russland unter völligem Realitätsverlust“ leiden würden. Außerdem habe Russland deutsche Konzerne, Ex-Politiker und Lobbyisten gekauft. Für Altkanzler Schröder forderte Klitschko ein Lobbyismus-Verbot bezüglich Russland.
Zusammen mit seinem Bruder sprach Klitschko wenige Tage nach Beginn des russischen Überfalls auf die Ukraine, Anfang März, eine Einladung an Papst Franziskus, Ahmad al-Tayyeb, Kyrill I., den Dalai Lama und David Lau aus, „nach Kiew zu kommen, um ihre Solidarität und ihr Mitgefühl mit dem ukrainischen Volk zu zeigen“. „Machen wir Kiew zu einer Hauptstadt der Menschlichkeit, der Spiritualität und des Friedens“. Als Bürgermeister von Kiew war Klitschko maßgeblich bei der Schlacht um Kiew an der Organisation der Verteidigung beteiligt. Nach dem Ende der Schlacht ist er mit der Aufrechterhaltung der Energie- und Wasserversorgung in der Hauptstadt beschäftigt, da Kiew unter andauerndem russischen Beschuss liegt. Im Dezember 2023 und Januar 2024 erwähnte Klitschko, dass es seit Beginn der russischen Invasion zwischen ihm und dem ukrainischen Staatspräsidenten Wolodymyr Selenskyj keinen persönlichen Kontakt gegeben hat, weder ein Telefonat noch ein Treffen, obwohl er selbst „zig mal“ versucht habe, mit Selenskyj in Kontakt zu treten. Klitschko sagte auf Nachfrage, dass die Demokratie in der Ukraine ernsthaft bedroht sei und erklärte, dass das ukrainische Präsidialbüro zu sehr nach Machtzentralisierung strebe.
Eigenen Angaben zufolge besucht Klitschko auch im Jahr 2024 weiterhin fast jede zweite Woche in Kiew stationierte Truppen.

## Sonstiges
2012, wenige Wochen vor Beginn der Fußball-Europameisterschaft in der Ukraine, kritisierte Klitschko in einem Interview die Menschenrechtssituation in der Ukraine.
Seit 1996 engagieren sich Vitali Klitschko und sein Bruder Wladimir neben dem Sport für mehr soziale Gerechtigkeit. Sie haben einen Fonds für sozial benachteiligte Kinder gegründet und starteten in Marokko und Brasilien Hilfsprojekte. Sie unterstützen Schulungs- und Bildungsaktivitäten für Kinder in Afrika, Asien und Südamerika. Für ihren Einsatz wurden sie von der UNESCO als „Heroes for Kids“ ausgezeichnet, als Vorbilder für Fairness, sportlichen Erfolg und Bildung.
Wie bereits zuvor sein Bruder Wladimir unterstützt er die Felix Burda Stiftung bei einer Kampagne zur Darmkrebsvorsorge unter dem Titel „Wer seinen Partner LIEBT, schickt ihn zur Vorsorge“.

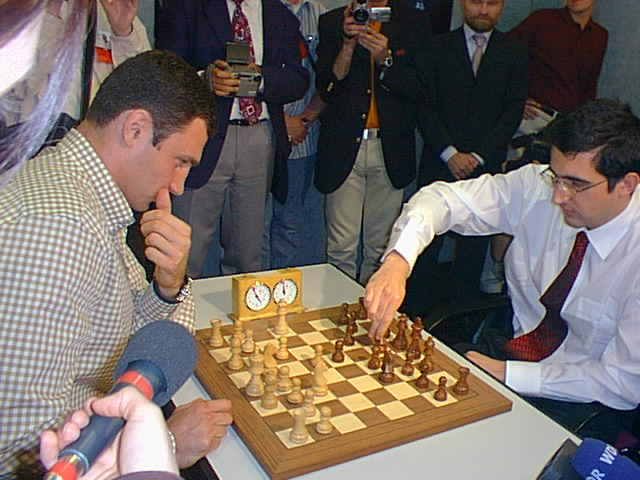
Vitali Klitschko und Wladimir Kramnik, Dortmund 2002

Bei den Dortmunder Schachtagen spielte er am 20. Juli 2002 eine Blitzpartie gegen Schachweltmeister Wladimir Kramnik, die remis endete (bei einer Zeitvorgabe von einer Minute für Kramnik zu fünf Minuten für Klitschko).
Die Klitschko-Brüder betreiben seit Oktober 2007 eine eigene Vermarktungsagentur „Klitschko Management Group GmbH“ (KMG) mit Sitz in Hamburg-Ottensen. Geschäftsführer der Agentur ist der langjährige Klitschko-Manager Bernd Bönte.
Im Disney-Film Die Kühe sind los liehen er und sein Bruder Wladimir 2004 den Jungbullen Boris und Noris ihre Stimmen.
Das Lied Hells Bells von AC/DC wurde vom Boxer als Einlaufmusik genutzt.
Ihm und seinem Bruder Wladimir zu Ehren wurde der am 14. September 2007 vom Astronomischen Observatorium Andruschiwka entdeckte Asteroid (212723) Klitschko benannt.

## Vermögen
Laut Bloomberg News besitzen die Brüder insgesamt ein Vermögen von rund 100 Mio. Euro, das sich aus einem Portfolio aus Technologie, Rohstoffen und privatem Beteiligungskapital zusammensetzt. Rund 35 % des gesamten Vermögens dürfte in der Ukraine und größtenteils in Immobilien investiert sein.

## Dokumentarfilme
Vitali Klitschko ist zusammen mit seinem Bruder Wladimir Protagonist des Kinofilms Klitschko, der am 16. Juni 2011 im Majestic Filmverleih in die deutschen Kinos kam. Regisseur Sebastian Dehnhardt begleitete in seinem Kinodebüt die Klitschkos über einen Zeitraum von zwei Jahren in Deutschland, in der Ukraine, in den USA, in Kasachstan, in Kanada, in Österreich und in der Schweiz. Seine Weltpremiere feierte der Film auf dem Tribeca Film Festival.
Der im Jahr 2024 veröffentlichte Dokumentarfilm Klitschko – Der härteste Kampf des Regisseurs Kevin Macdonald begleitet die Brüder bei ihrem Kampf gegen den russischen Angriff auf die Ukraine.

## Auszeichnungen

### Sportliche Auszeichnungen
- 2005: Goldene Kamera in der Kategorie Sport spezial
- 2005, 2009: Bambi in der Kategorie Sport
- 2009: Laureus World Sports Award in der Kategorie Comeback des Jahres
- 2010: Vitali Klitschko wurde vom Fachmagazin BoxSport zum Boxer des Jahres gewählt.
- 2011: Steiger Award in der Kategorie Sport
- 2018: Aufnahme in die International Boxing Hall of Fame[61]

### Politische Auszeichnungen
- 2010: Bundesverdienstkreuz am Bande für seine Verdienste um die deutsch-ukrainischen Beziehungen
- 2012: Internationaler Brückepreis[62]
- 2014: M100 Media Award der internationalen Chefredakteurskonferenz M100 Sanssouci Colloquium in Potsdam am 12. September 2014
- 2015: Konrad-Adenauer-Preis von der Stadt Köln für sein „Engagement für Frieden und Demokratie in der Ukraine“[63]
- 2023: Lew-Kopelew-Preis[64]
- 2025: Franz-Werfel-Menschenrechtspreis

### Sonstige Auszeichnungen
- 2003: Deutscher Bücherpreis in der Kategorie Ratgeber für Unser Fitnessbuch, gemeinsam mit seinem Bruder Wladimir
- 2011: DVD Champion – World Award für den Dokumentarfilm Klitschko, gemeinsam mit seinem Bruder Wladimir